# Братушка Олексій Сергійович
Олексій Сергійович Братушка (10 квітня 1975, Суми, Українська РСР — 20 лютого 2014, Київ, Україна) — громадський діяч, учасник Євромайдану, герой «Небесної Сотні». Герой України.

## Життєпис
Олексій Братушка народився 10 квітня 1975 року. у Сумах. Закінчив сумську середню загальноосвітню школу № 11 у 1992 році. З 1992 року працював столяром Сумського машинобудівного науково-виробничого об'єднання імені М. В. Фрунзе. 
Закінчив Сумський університет. Займався приватною підприємницькою діяльністю, був перевізником. Любив подорожувати наодинці, на вихідні брав наплічник та вирушав у піші походи на десятки кілометрів, ходив не дорогами, а тільки за компасом, знав усі пам'ятні місця Сумщини. 
Брав активну участь у Помаранчевій революції 2004 року. 
У Сумах залишилися його хворі батьки, дружина і діти: дочка 2000 р.н., син — 2013 р.н.

## На Майдані
На Майдан поїхав 18 лютого 2014 року, а 20 лютого рідним подзвонили з його телефону та повідомили про загибель. При Олексієві під час загибелі були всі документи, впізнання тіла проводила сестра. Тіло привезли до Сум 23 лютого.
Під час стрілянини в Києві беззбройний Олексій захищав своїх побратимів і отримав смертельне кульове поранення від снайпера. Олексій загинув на вулиці Інститутській від кулі снайпера, яка пробила металевий щит і бронежилет. Медики не змогли його врятувати.

## Вшанування пам'яті

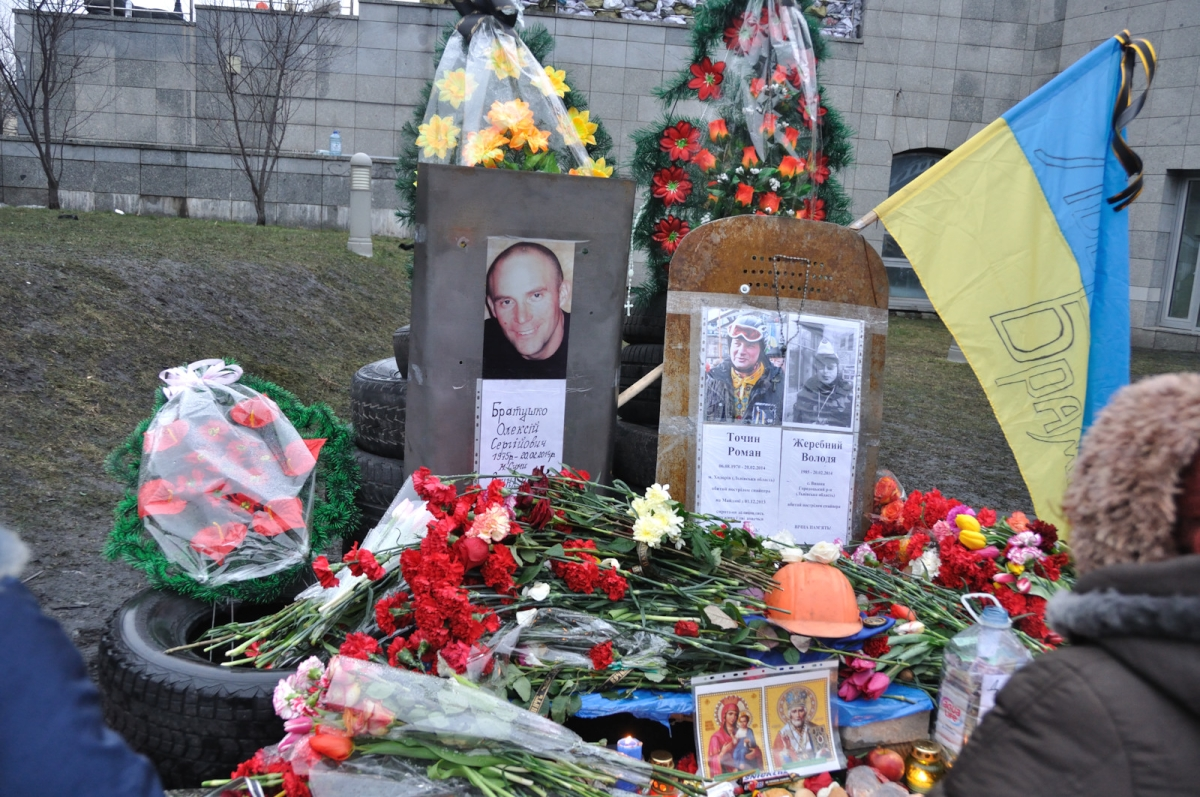
22 лютого 2014. вул. Інститутська — місце загибелі.

- Поховали Олексія 24 лютого на Центральному цвинтарі на Алеї почесних громадян міста Суми.
- 18 червня 2014 року рішенням сесії Сумської міської ради Олексію Братушці присвоєно звання «Почесний громадянин міста Суми» (посмертно).
- 7 листопада 2014 року відкрито меморіальну дошку в школі № 11, де він навчався.
- 7 листопада 2014 року школі № 11 присвоєно ім'я Олексія Братушки.
- 18 лютого 2016 року розпорядженням Сумського міського голови вулицю Куйбишева було перейменовано на Вулицю Олексія Братушки, аналогічна вулиця наявна й у Тростянці[2][3][4].

### Нагороди
- Звання Герой України з удостоєнням ордена «Золота Зірка» (21 листопада 2014, посмертно) — за громадянську мужність, патріотизм, героїчне відстоювання конституційних засад демократії, прав і свобод людини, самовіддане служіння Українському народу, виявлені під час Революції гідності[5];
- Медаль «За жертовність і любов до України» (УПЦ КП, червень 2015) (посмертно)[6].